# Provincia di Namibe
La provincia di Namibe (in passato nota anche come distretto di Moçâmedes o Mossamedes) è una provincia dell'Angola sudoccidentale. Prende il nome dal suo capoluogo Namibe, città posta sull'Oceano Atlantico, nell'area centro-occidentale del provincia. Ha una superficie di 58.137 km² ed una popolazione di 230.001 (stima del 2009).

## Geografia fisica
La provincia confina a nord con la provincia di Benguela e a est con le province di Huíla e del Cunene; a sud ha un confine internazionale con la Namibia segnato dal fiume Cunene, e a ovest si affaccia sull'Oceano Atlantico.
Ad est il territorio è caratterizzato dalle ultime propaggini dell'altopiano angolano. In particolare l'est della provincia è sbarrato dai rilievi della Serra da Chela, che raggiunge i 2275 metri. 
Nella fascia centrale ed occidentale il territorio è caratterizzato da un'arida pianura costiera attraversata da est a ovest da numerosi corsi d'acqua che sfociano nell'Oceano Atlantico.

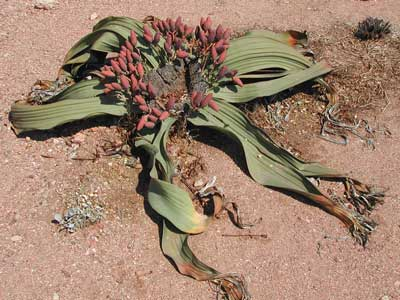
Le Welwitschia mirabilis trovano un habitat naturale negli aridi terreni della provincia di Namibe.

La provincia ospita nel sud-ovest il parco nazionale di Iona, compreso tra i fiumi Curoca e Cunene. Con una superficie di 1.592.000 ettari, il parco è il più esteso del paese.

## Geografia antropica

### Suddivisioni amministrative
La Provincia di Namibe è suddivisa in 5 municipi e 21 comuni.

#### Municipi
- Bibala, Camacuio, Moçâmedes, Tômbua, Virei.

#### Comuni
- Baia dos Tigres, Bairro Dos Corações, Bairro Heróis, Bentiaba, Bibala-Sede, Cainde, Caitou, Camacuio-Sede, Chingo, Kapagombe, Lola, Mamué, Mucaba, Muinho, Savo-Mar, Tômbua, Torre do Tambo, Virei-Sede, Yona, Moçâmedes, Lucira.